# 艾格尔廷根
艾格尔廷根是德国巴登-符腾堡州的一个市镇。总面积59.30平方公里，总人口3619人，其中男性1790人，女性1829人（2011年12月31日），人口密度61人/平方公里。